# Municipio de Pascola
El municipio de Pascola (en inglés: Pascola Township) es un municipio ubicado en el condado de Pemiscot en el estado estadounidense de Misuri. En el año 2010 tenía una población de 539 habitantes y una densidad poblacional de 3,62 personas por km².

## Geografía
El municipio de Pascola se encuentra ubicado en las coordenadas 36°16′48″N 89°52′36″O / 36.28000, -89.87667. Según la Oficina del Censo de los Estados Unidos, el municipio tiene una superficie total de 148.71 km², de la cual 147,49 km² corresponden a tierra firme y (0,82 %) 1,23 km² es agua.

## Demografía
Según el censo de 2010, había 539 personas residiendo en el municipio de Pascola. La densidad de población era de 3,62 hab./km². De los 539 habitantes, el municipio de Pascola estaba compuesto por el 91,84 % blancos, el 4,08 % eran afroamericanos, el 0,56 % eran amerindios, el 0,93 % eran asiáticos, el 0,93 % eran de otras razas y el 1,67 % eran de una mezcla de razas. Del total de la población el 1,3 % eran hispanos o latinos de cualquier raza.